# Ctenus validus
Ctenus validus este o specie de păianjeni din genul Ctenus, familia Ctenidae, descrisă de Denis, 1955.
Este endemică în Guinea. Conform Catalogue of Life specia Ctenus validus nu are subspecii cunoscute.